# Huis te Farmsum

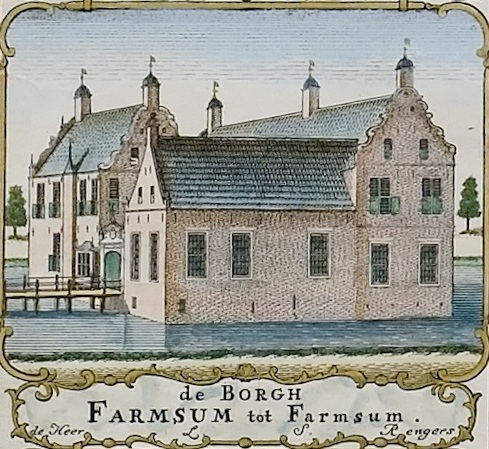
Huis te Farmsum op de kaart van Theodorus Beckeringh in 1781

Het Huis te Farmsum was een borg in het Groningse dorp Farmsum. De borg is in het begin van de dertiende eeuw gebouwd, in 1499 verwoest, daarna herbouwd en uiteindelijk in 1812 gesloopt.
De geslachten Ripperda, Rengers en Van Welvelde hebben de borg bewoond.

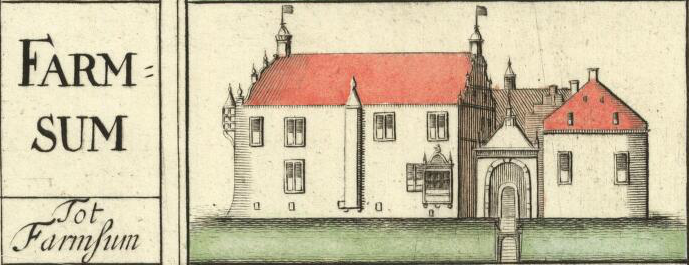
De borg op de kaart van Willem en Frederik Coenders van Helpen (1678)
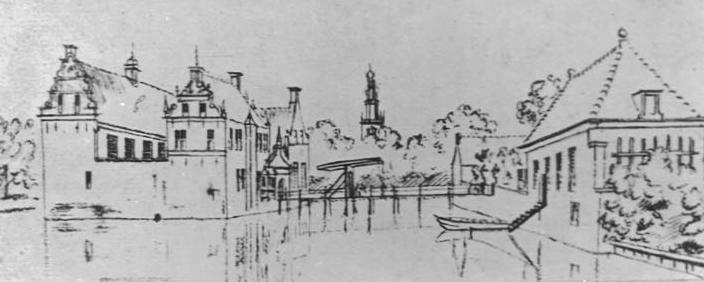
Huis te Farmsum rond 1750
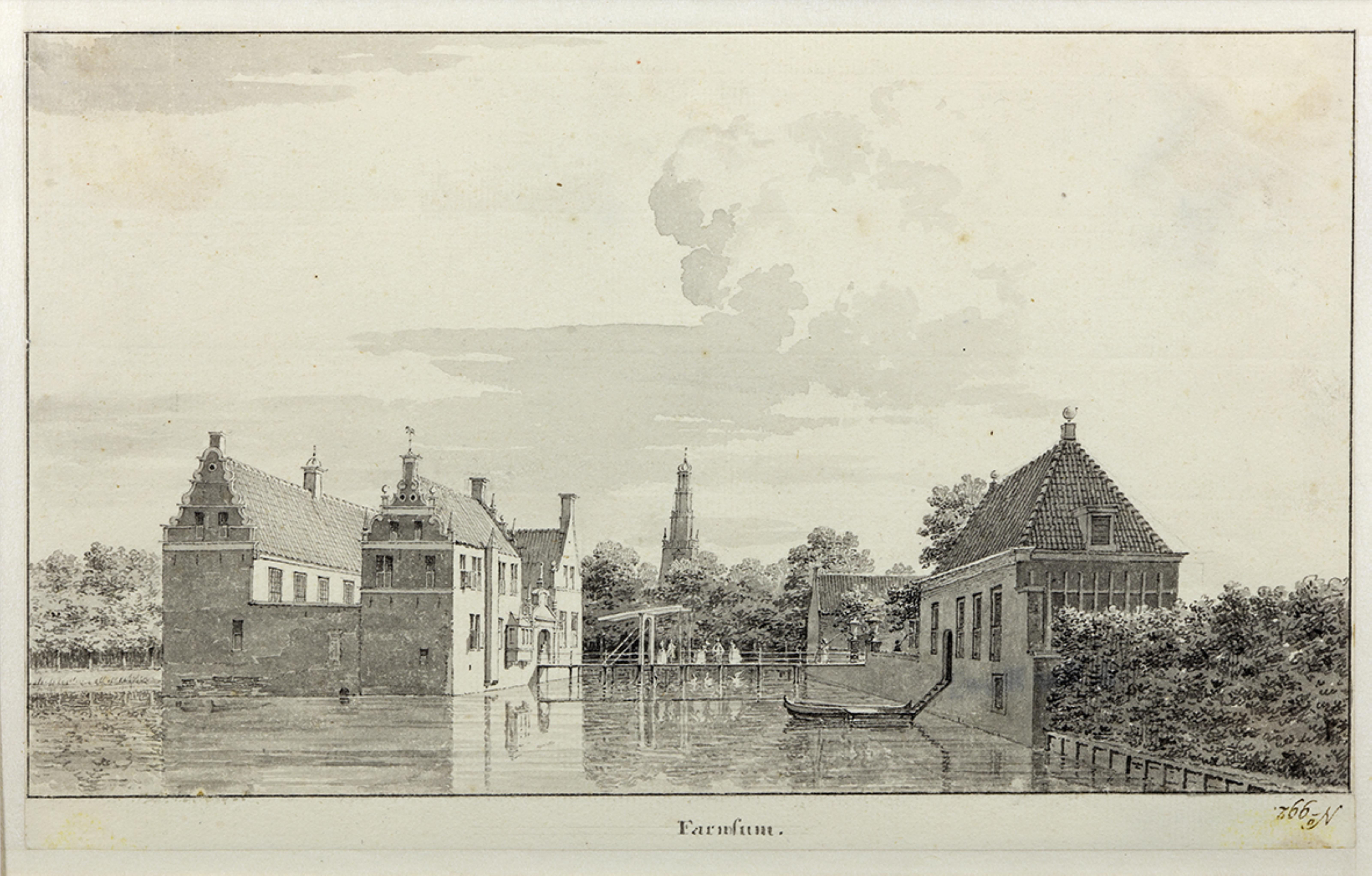
Zijaanzicht van de borg met brug en voorhuizen (Cornelis Pronk, 1759)